# Riserva regionale Lago piccolo di Monticchio
La riserva regionale Lago Piccolo di Monticchio è un'area naturale protetta situata nei comuni di Rionero in Vulture e Atella, in provincia di Potenza. La riserva occupa una superficie di 187 ettari ed è stata istituita nel 1984.

## Territorio
Il Lago Piccolo di Monticchio insieme al Lago Grande costituiscono la coppia di laghetti vulcanici che è andata ad occupare ciò che resta dell'antico cratere del vulcano Vulture. La Riserva ricade nel territorio del comune di Atella.

## Fauna
Importantissima presenza faunistica, nel parco, è quella del lepidottero Brahmaea europaea, ivi scoperto dal ricercatore alto-atesino Federico Hartig, nel 1963. È una falena con apertura alare di ben sette centimetri ed è l'unica specie della famiglia Brahmaeidae che vive in Europa.
Il Parco annovera altresì diverse specie animali riconducibili tutte a quelle presenti originariamente su tutto il territorio della Lucania prima della spinta antropizzazione iniziata nel ventennio fascista ed esplosa successivamente al termine del secondo conflitto mondiale. Anche se il territorio ricopre un'area molto più limitata, si può affermare che le specie presenti sono in larga parte le stesse che popolano il Parco nazionale del Pollino.
Nelle acque del lago, in base alle rilevazioni della Arpa Basilicata del 2017, si trovano come specie ittiche autoctone l'anguilla, la tinca e il granchio d'acqua dolce. Presente anche il pesce persico per transfaunazione dal distretto Padano-veneto nonché gli alloctoni persico trota, gambusia e la carpa.

## Flora
Tra la flora, caratterizzante il luogo, a causa del particolare microclima ivi presente, è la faggeta di bassa quota (650 m s.l.m.) che si diparte dalle rive dei suoi laghi.

## Turismo
L'area protetta è diventata una meta turistica conosciuta in tutta Italia per la sua posizione in una zona selvaggia e incontaminata.
Qui troviamo l'Abbazia di San Michele Arcangelo che ha origini antichissime ed è scavata nel tufo, un piccolo molo dove è possibile affittare pedalò, e numerose bancarelle.
La profondità del lago in taluni punti supera i 30 metri e dalla riva s'intravede sott'acqua una fittissima vegetazione algale.

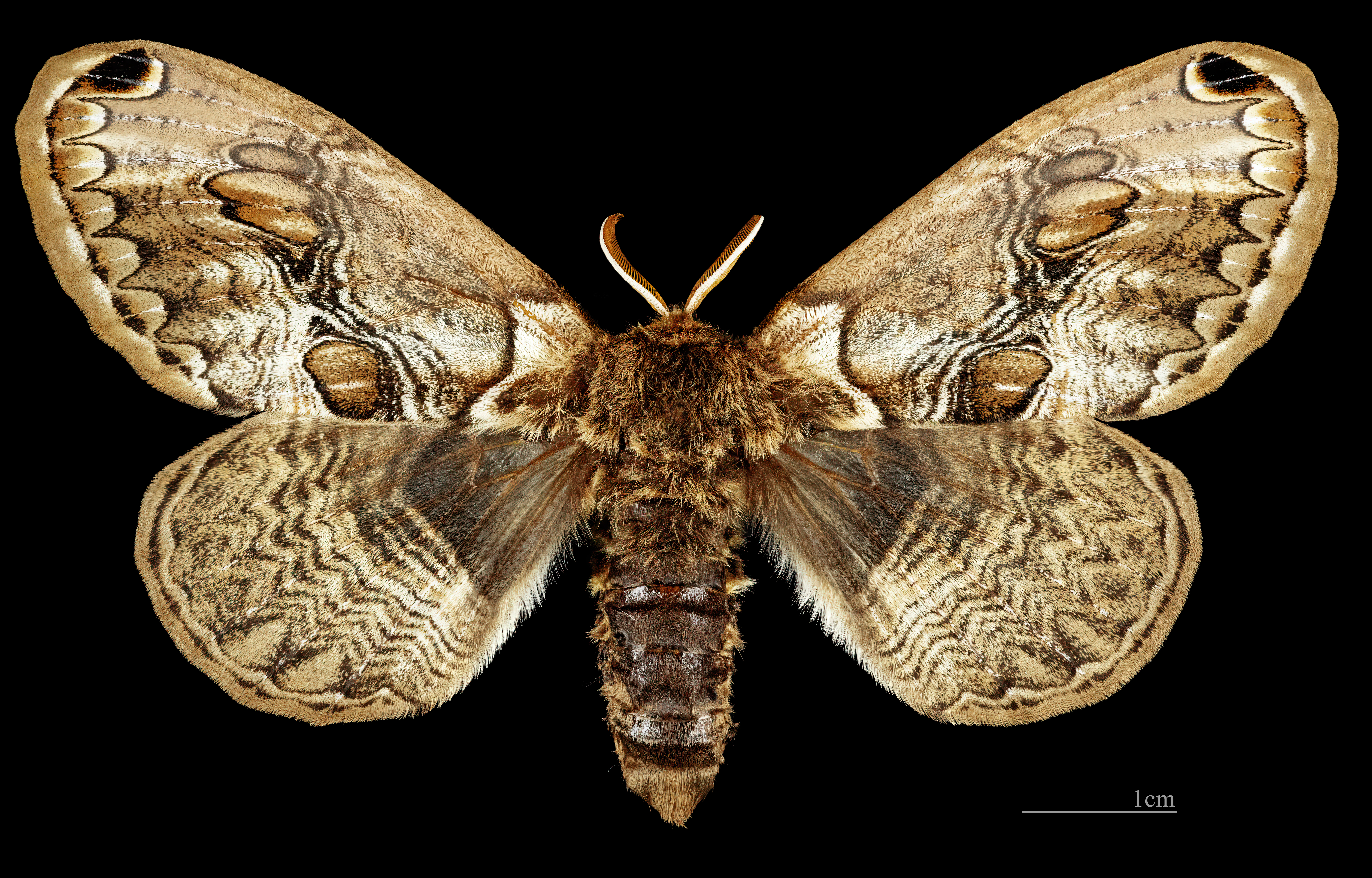
Brahmaea europaea